# 山田くんとLv999の恋をする
『山田くんとLv999の恋をする』（やまだくんとレベルきゅうひゃくきゅうじゅうきゅうのこいをする）は、ましろによる日本の漫画作品。
『GANMA!』（コミックスマート）において、2019年3月7日から連載中。単行本はKADOKAWAより刊行。本作はましろの初連載作品である。
2024年4月時点でKADOKAWA発行の単行本の累計発行部数は450万部（紙・電子版合算）を記録している。
2025年に実写映画版が公開。

## あらすじ
女子大生の茜は、彼氏からほかに好きな子ができたと言われフラれる。ストレス解消のために元彼・たくまに勧められて始めたゲームにログインするが、同じギルドの仲間の山田のせいでますますストレスをためる。元彼を見返すために足を運んだゲームのオフラインイベントで転倒した茜はイケメンと出会ったが、そのイケメンの正体は山田だった。山田をヤケ酒につき合わせ、酔いつぶれた茜は山田に介抱される。それを機に山田と関わるようになった茜は、山田とギルドマスターの瑠璃姫の仲の良さが気になり始める。ゲームのコラボカフェがオープンすることになり、瑠璃姫に誘われたオフ会で瑠璃姫が男性・瑛太であると知り茜は衝撃を受けるが、山田に彼女がいないと知り安心する。オフ会で知り合った瑛太の妹・瑠奈から遊びに誘われ喜ぶ茜だが、約束をすっぽかされる。茜を嫌い困らせたかったために取った行動だと瑠奈から聞いた茜だが、それでも瑠奈と話をし彼女に謝罪をされ、和解した。茜と山田の仲を進展させようと考える瑠奈だが空回りで終わる。
茜は山田の高校の学園祭に瑛太、瑠奈、鴨田と一緒に行く。そこで瑛太に冗談で山田との交際を提案された茜は赤面し逃走するが、後を追った山田にフォローされ、初めて彼から名前を呼ばれる。ギルドに新メンバーが加入したことに腹を立てる瑠奈。新メンバーについて探りたい瑠奈は、茜のスマホに山田の番号を登録する。体調を崩した茜は山田に助けられる。

## 登場人物
声の項はテレビアニメ版における声優。
木之下 茜（）
声 - 水瀬いのり
本作の主人公。女子大生。アニメ版では20歳の5月9日生まれと設定されている。元彼・たくまと楽しむためにゲームを始めただけであり、ゲームに興味はないが結局は合わせる一環でそこそこキャラを育てており、課金も3000円程度しているなど結構打ち込んでいる。予定は彼氏を優先するなど、重いタイプ。金欠によりコンビニでアルバイトを始める。
山田 秋斗（）
声 - 内山昂輝、松田利冴（小学生）
茜がプレイするゲームで同じギルドの男・山田であり、ゲーム内の姿は能面でアフロ。現実の世界ではイケメンな男子高校生で、有名なプロゲーマー。高校3年生で、偏差値の高い学校に通っている。ゲームの方が楽しいと考え恋愛に興味がないため、彼女がいたことがなく、女性が苦手である。女性が苦手となったのは、過去にいじめられていた子への接し方の正解がわからず面倒になったことが原因。瑛太との関係は地元の先輩後輩で、山田が後輩。一人暮らしをしており、自炊はしない。瑠奈の家庭教師のアルバイトをしている。
佐々木 瑛太（） / 瑠璃姫（）
声 - 花江夏樹（瑛太）、加隈亜衣（瑠璃姫）
19歳。茜が所属するギルドのマスターで、イケメン男子。ゲームでは可愛いアバター姿のため茜は女の子だと思っていた。趣味はネトゲ。
佐々木 瑠奈（）
声 - 加隈亜衣
瑛太の妹で、瑠璃姫のアバターのモデル。中学生。オンラインゲームが得意。髪の毛の量が多いことが悩み。山田が通う高校を受験する予定である（合格した）。
前田 桃子（まえだ ももこ）
声 - 大西沙織
茜の友達の女子大生。アルバイトをしている。趣味は合コン。茜の重い性格に呆れつつも、恋愛相談に乗るなど茜の良き理解者でもある。大学卒業と同時に結婚するライフプランがあるため、恋をしたいと考えている。
鴨田 たけぞう（） / takezo
声 - 飛田展男
茜と同じギルドのサブマスター。職業はいちご農家で、いちご農園の代表を務めている。山田、瑛太、瑠奈とは前のゲームからの知り合い。車の運転ができる。
椿 ゆかり（）
声 - 土屋李央
山田のクラスメイトで隣の席のクラス委員長。山田や岡本と同じ塾に通っている。山田に好意を寄せているも、山田の女性に対する考えから踏み込めずにいる。
岡本 武明（おかもと たけあき）
声 - 小林裕介
山田と椿のクラスメイトで、同じ塾に通っている。ゲームが趣味。好きな物はハンバーガーとポテトで、嫌いな物は角待ちショットガン。椿の山田への想いを知っている。

## 制作背景

### 作品について
ましろは「少女漫画が好きな人とネトゲの要素が好きな人に楽しんでもらえたら」、という気持ちで本作を執筆。連載開始時の構想は「恋愛漫画」であったが、「『ゲーム要素』を強調すべきなのか」とましろは迷っていた。作中に登場するゲームのコンセプトは「ちょっと懐かしい感じのMMO」で、ここ10年間のMMOを参考にしながら、細かい設定の部分はましろがかつてやりこんだというゲームを元に描いている。「ゲームに興味がない人には伝わらなくても問題はなく、本筋を楽しんでもらえたら幸せ」とましろは考えていたが、少女漫画が好きで、それを得意とするため、第3巻のあたりから恋愛漫画という方向に展開が進められている。
後述のナナヲとのコラボの際に、ましろは本作について「くっつきそうでくっつかない絶妙な二人の距離感」だと述べている。

### キャラクターについて
「次に来るマンガ大賞」で4位を受賞するなど、人気となった理由をましろは山田によるものであると考えている。山田は実在し、疑似的に恋愛できると錯覚するようなキャラクターにしたいと考え、生身の男の子を意識して描かれている。山田はましろがインターネットゲームでともに遊んでいた男の子たちの言動が参考にされており、「男の子は難攻不落であるほうがいい」と想いをこめ、その点を意識して制作されている。
茜は「隣の部屋に住んでるお姉さん」として描いており、踏みこみにくく「どんな人かよくわからない」存在であるが、ましろが茜というキャラクターを「コントロールしてしまうより、この距離感がいい」と考えて執筆されている。
瑠奈は即興で作られたキャラクターであり、第2巻の瑠奈のストーリーについては急遽入れたため、どうまとめようか悩んだという。瑠奈について本編では描ききれなかったことがあることが心残りだったましろは、第2巻のおまけ漫画で描けて良かったと語っている。
ほかにも即興で作られたキャラクターとして、瑛太と鴨田が挙げられている。瑛太は「茜と山田だけではキャラ表が寂しい」、鴨田は「なんかオフ会が寂しい」という理由で作られたという。鴨田のアバターについては、担当編集者が「「え…まじ……?」みたいなリアクションをしていたのをよく覚えている」という。読者に「主人公たちが本当に生きているかのように錯覚」させるため、脇役にも血が通うように描いている。

### 制作環境
第3巻が発売されたころに机と椅子を購入したが、それまではちゃぶ台に液晶タブレットを載せ、地べたに座り本作が描かれていたという。肩がこるため、ましろは肩こりと戦いながら本作を描いていると語っている。

### 商業的な観点
ましろによると、単行本について、第2巻は「売れないと出ない」と言われていたという。

## 受賞歴
- 2020年8月、「次にくるマンガ大賞 2020」Webマンガ部門9位[17]。
- 2021年3月、第4回「アニメ化してほしいマンガランキング」9位[18]。
- 2021年6月、「第5回みんなが選ぶTSUTAYAコミック大賞」6位[19]
- 2021年8月、「次に来るマンガ大賞」Webマンガ部門4位[20]。
- 2022年6月、「第6回みんなが選ぶTSUTAYAコミック大賞」大賞[21]。
- 2022年12月、「第13回ananマンガ大賞」大賞[22]。
- 2023年2月、「マガデミー賞2022」主演男優賞に山田秋斗がノミネート[23]。

## コラボレート・イベント
2021年6月13日に本作とナナヲアカリがコラボレートし、楽曲「魔法」のデジタル配信が開始。ラブソングであり、ナナヲが本作からインスパイアを受けて制作された楽曲で、DECO*27がプロデュースを担当。配信日に公開されたミュージックビデオを再解釈して、ましろがイラストを描きおろした。
2023年2月14日から2月28日まで、東京都のサンシャインシティ内アルパの地下1階広小路にて、バレンタインビジュアルが展開されている。

## 書誌情報
- ましろ『山田くんとLv999の恋をする』KADOKAWA〈MFコミックス〉、既刊10巻（2024年11月22日現在）
  1. 2020年2月22日初版発行（2月21日発売[10][3]）、ISBN 978-4-04-064520-9
  2. 2020年9月23日初版発行（同日発売[7]）、ISBN 978-4-04-064954-2
  3. 2021年3月23日初版発行（同日発売[24]）、ISBN 978-4-04-680295-8
  4. 2021年9月21日初版発行（同日発売[25]）、ISBN 978-4-04-680776-2
  5. 2022年4月22日発売[26]、ISBN 978-4-04-681368-8
  6. 2022年10月21日発売[27]、ISBN 978-4-04-681914-7
  7. 2023年4月21日発売[28]、ISBN 978-4-04-682409-7
  8. 2023年10月23日発売[29]、ISBN 978-4-04-683001-2
  9. 2024年4月23日発売[5]、ISBN 978-4-04-683595-6
  10. 2024年11月22日発売[30]、ISBN 978-4-04-684125-4

## テレビアニメ
2022年9月24日に行われた「Aniplex Online Fest 2022」にて、マッドハウス制作によるテレビアニメが2023年に放送されることが発表された。2023年4月から6月までTOKYO MXほかにて放送された。

### スタッフ
- 原作 - ましろ[8]
- 監督 - 浅香守生[8]
- 副監督 - 渡邉こと乃
- シリーズ構成・脚本 - 中西やすひろ[8]
- キャラクターデザイン・総作画監督 - 濱田邦彦[8]
- プロップデザイン - 竹内杏子[8]
- 美術監督 - 清水友幸
- 色彩設計 - 大野春恵
- 3D監督 - 新垣隼
- 撮影監督 - 酒井淳子
- 編集 - 木村佳史子
- 音楽 - ミト（クラムボン）×DE DE MOUSE[11]
- 音楽プロデューサー - 山内真治
- 音楽ディレクター - 岡村弦
- 音楽制作 - アニプレックス
- 音響監督 - 明田川仁
- チーフプロデューサー - 丹羽将己、冨谷昌義、大澤信博
- プロデューサー - 黒井瞳、松枝和哉、吉田勇樹、植島一輝
- アニメーションプロデューサー - 橋本健太郎
- プロデュース - EGG FIRM
- アニメーション制作 - マッドハウス[8]
- 製作 - 山田くんとLv999の製作委員会（アニプレックス、コミックスマート、TOKYO MX、BS11、マッドハウス、ムービック、KADOKAWA、EGG FIRM）

### 主題歌
「ぐらでーしょん feat. 北澤ゆうほ」
KANA-BOONによるオープニングテーマ。作詞・作曲は谷口鮪、編曲はKANA-BOON、ゲストボーカルは北澤ゆうほ。
「トリック・アート」
清竜人によるエンディングテーマ。作詞・作曲は清竜人、編曲はハヤシベトモノリ。

### 評価
クランチロール・アニメアワード2024において、最優秀ロマンス作品賞、最優秀日常系作品賞にノミネートされた。

### 各話リスト
| 話数  | サブタイトル                       | 絵コンテ            | 演出                | 作画監督                                                                                   | 初放送日      |
| ----- | ---------------------------------- | ------------------- | ------------------- | ------------------------------------------------------------------------------------------ | ------------- |
| Lv.01 | これだからっ！ゲームする男なんて!! | 浅香守生            | 小林彩              | 濱田邦彦                                                                                   | 2023年 4月2日 |
| Lv.02 | そろそろボス湧きの時間なんで       | 浅香守生            | 殿勝秀樹            | 今村大樹                                                                                   | 4月9日        |
| Lv.03 | オフ会したいなぁ♡                  | 佐々木美和          | 熊野千尋            | 竹内杏子                                                                                   | 4月16日       |
| Lv.04 | 山田さんのこと好きなんですか？     | セトウケンジ        | 渡邉こと乃 礒川和正 | Song Seung-taek Han Eun-mi                                                                 | 4月23日       |
| Lv.05 | 詳しく聞かせてもらおうか           | 澤井幸次            | 内野宮晃希          | 山本径子 桝井一平 野上慎也 安斉佳恵 那須野文 Mubon Hyeong-jun Song Hyeon-ju Choi Eun-yeong | 4月30日       |
| Lv.06 | 個人的にはラブコメ希望             | 佐々木美和          | 小林彩              | 斉藤和也 齊藤格                                                                            | 5月7日        |
| Lv.07 | 安心したいですか？                 | 澤井幸次            | 殿勝秀樹 礒川和正   | 今村大樹 原野瑠奈 渡辺未來                                                                 | 5月14日       |
| Lv.08 | もしそうならそれはすごく           | 澤井幸次            | 熊野千尋            | 竹内杏子 唐澤雄一 宮前真一                                                                 | 5月21日       |
| Lv.09 | ギルドの一大事だよっ!!             | 佐々木美和          | 川野麻美            | Song Seung-taek Lim Ji-hyeon Kim Yu-seon Jeng Eun-hee Park Ae-ri                           | 5月28日       |
| Lv.10 | きっといつか傷つく                 | 澤井幸次            | 熨斗谷充孝 城相太   | 桝井一平 山本径子                                                                          | 6月4日        |
| Lv.11 | 話したいことがあるの               | 小林彩              | 小林彩              | 齊藤格 斉藤和也 宮前真一                                                                   | 6月11日       |
| Lv.12 | 好きだよ                           | 中山奈緒美 山村日向 | 渡邉こと乃 礒川和正 | 今村大樹 原野瑠奈 渡辺未來                                                                 | 6月18日       |
| Lv.13 | 朝 起きたら                        | 川野麻美 浅香守生   | 川野麻美            | 竹内杏子 唐澤雄一 村上史明 宗崎暢芳 宮前真一                                               | 6月25日       |

### 放送局
| 放送期間               | 放送時間                     | 放送局       | 対象地域   | 備考                                 |
| ---------------------- | ---------------------------- | ------------ | ---------- | ------------------------------------ |
| 2023年4月2日 - 6月25日 | 日曜 0:30 - 1:00（土曜深夜） | TOKYO MX     | 東京都     | 製作参加                             |
|                        |                              | とちぎテレビ | 栃木県     |                                      |
|                        |                              | 群馬テレビ   | 群馬県     |                                      |
|                        |                              | BS11         | 日本全域   | 製作参加 / BS放送 / 『ANIME+』枠     |
|                        | 日曜 1:58 - 2:28（土曜深夜） | 北海道放送   | 北海道     |                                      |
|                        | 日曜 2:13 - 2:43（土曜深夜） | 静岡放送     | 静岡県     | 『スーパーアニメ6区』枠              |
|                        | 日曜 2:30 - 3:00（土曜深夜） | RKB毎日放送  | 福岡県     |                                      |
|                        | 日曜 2:39 - 3:09（土曜深夜） | CBCテレビ    | 中京広域圏 |                                      |
|                        | 日曜 3:38 - 4:08（土曜深夜） | 毎日放送     | 近畿広域圏 | 『アニメシャワー』枠                 |
|                        | 日曜 22:30 - 23:00           | AT-X         | 日本全域   | CS放送 / 字幕放送 / リピート放送あり |

| 配信開始日   | 配信時間                   | 配信サイト                                                                                 |
| ------------ | -------------------------- | ------------------------------------------------------------------------------------------ |
| 2023年4月2日 | 日曜 0:30（土曜深夜） 更新 | dアニメストア ABEMA                                                                        |
| 2023年4月4日 | 火曜 12:00 更新            | U-NEXT アニメ放題 バンダイチャンネル hulu DMM TV FOD Amazon Prime Video ニコニコチャンネル |
| 2023年4月5日 | 水曜 0:00（火曜深夜） 更新 | TELASA J:COMオンデマンドメガパック auスマートパスプレミアム milplus見放題パックプライム    |

### BD / DVD
| 巻 | 発売日         | 収録話          | 規格品番      | 規格品番      |
| 巻 | 発売日         | 収録話          | BD            | DVD           |
| -- | -------------- | --------------- | ------------- | ------------- |
| 1  | 2023年6月28日  | 第1話 - 第2話   | ANZX-15661/2  | ANZB-15661/2  |
| 2  | 2023年7月26日  | 第3話 - 第4話   | ANZX-15663/4  | ANZB-15663/4  |
| 3  | 2023年8月30日  | 第5話 - 第6話   | ANZX-15665/6  | ANZB-15665/6  |
| 4  | 2023年9月27日  | 第7話 - 第8話   | ANZX-15667/8  | ANZB-15667/8  |
| 5  | 2023年10月25日 | 第9話 - 第10話  | ANZX-15669/70 | ANZB-15669/70 |
| 6  | 2023年11月22日 | 第11話 - 第12話 | ANZX-15671/2  | ANZB-15671/2  |
| 7  | 2023年12月27日 | 第13話          | ANZX-15673/4  | ANZB-15673/4  |

## 実写映画
2025年3月28日に公開された。監督は安川有果、主演は共に本作が映画初主演となる作間龍斗と山下美月。

### キャスト（実写映画）
山田秋斗（やまだ あきと）
演 - 作間龍斗（幼少期：渡邉斗翔）
木之下茜（きのした あかね）
演 - 山下美月
佐々木瑛太（ささき えいた）
演 - NOA
ギルドマスター。山田の友人。
佐々木瑠奈（ささき るな）
演 - 月島琉衣
瑛太の妹。
鴨田たけぞう（かもた たけぞう）
演 - 鈴木もぐら（空気階段）
ギルドの最年長メンバー。いちご農家。
前田桃子（まえだ ももこ）
演 - 甲田まひる
茜の親友。
椿ゆかり（つばき ゆかり）
演 - 茅島みずき
山田の同級生。
岡本武明（おかもと たけあき）
演 - 前田旺志郎
山田の同級生。

### スタッフ（実写映画）
- 原作 - ましろ『山田くんとLv999の恋をする』（コミスマ「GANMA!」連載）[6]
- 監督 - 安川有果[6]
- 脚本 - 川原杏奈[6]
- 音楽 - 林イグネル小百合
- 主題歌 - マカロニえんぴつ「NOW LOADING」（TOY'S FACTORY）[45]
- 製作 - 遠藤徹哉、中村浩子、小金山貴弘、佐藤光紀、舛田淳、青鹿敏明、五十嵐淳之[46]
- 企画 - 二木大介[46]
- プロデューサー - 高木智香、稲葉尚人[46]
- アソシエイトプロデューサー - 木之内安代[46]
- 音楽プロデューサー - 剣持学人[46]
- 撮影 - 趙聖來[46]
- 照明 - 木村匡博[46]
- 美術 - 太田仁[46]
- 録音 - 原川慎平[46]
- 装飾 - 高橋光[46]
- 編集 - 田村宗大[46]
- スタイリスト - 高田菜々子[46]
- ヘアメイク - 正田篤子[46]
- ゲーム制作ディレクター - 湯藤巧[46]
- ゲーム制作プロデューサー - 飯島哲[46]
- VFXスーパーバイザー - 古橋由衣[46]
- 音響効果 - 大塚智子[46]
- キャスティング - 川村恵[46]
- 助監督 - 塩入秀吾[46]
- 制作担当 - 嘉藤博[46]
- ラインプロデューサー - 石渡宏樹[46]
- 配給 - KADOKAWA[6]
- 制作プロダクション - 角川大映スタジオ[6]
- 製作 - 『山田くんとLv999の恋をする』製作委員会[6]